# 도현아
도현아(1971년 3월 18일 ~ )는 대한민국의 가수이다. 그녀는 1987년 그룹 "호랑나비" "천국의 열쇠" 싱어로 활동하였으며, 이후 MBC에서 오디션을 통해 가수로 인정 받고있다.
1994년 "도희"라는 이름으로 "사랑 반 눈물 반", "혼자 마시는 커피", "혼자서 울고있어요", "연민" 등을 발표 허스키한 목소리와 중저음의 매력을 발산 KBS 가요탑텐, 전국노래자랑, 가요무대, MBC 주부가요열창, 가요베스트 등 각종 방송프로에 출연 대중들의 사랑을 받기 시작하였다.
정규앨범 외에도 KBS 드라마 음악 "정 때문에", "모정의 강"의 주제곡을 부르고 매력적인 목소리로 매니아층을 갖게 되었다.
2002년 예명을 지금의 "도현아"로 바꾸고 의욕 있게 잔잔한 선율의 발라드 곡 "숨겨진 사랑", "새장속의 사랑", 햇살 같이 따사로운 샹송의 선율과 보사노바의 산뜻한 발걸음이 전해지는 "외톨이" 등을 발표하며 또 한번 매니아 층만을 형성한다.
이렇게 왕성한 활동 가운데 건강상의 이유로 불연듯 가요계를 떠난다.
그러던 중 2005년 ~ 2010년 불교방송(BBS) "국민라디오" "트로트 전성시대" DJ로 2012년 ~ 2014년  경인방송 iTVFM "신나는 라디오" 진행을 맡게 되면서 진행자로써에 또다른 면모를 보여주었으며 진행자로 활동 중에도 음악에 대한 고민과 열정을 소리에대한 연구와 연습으로 매일 연습실에서 준비하며 새로운 앨범을 기획하게 되었고 초심의 마음으로 다시 시작한다는 각오로 2013년 7월에 "호접몽"이란 신곡을 발표하였다.  호접몽이란 곡은 중국의 장자(莊子)가 꿈에 나비가 되어 즐겁게 놀다가 깬 뒤에 자기가 나비의 꿈을 꾸었는지 나비가 자기의 꿈을 꾸고 있는 것인지 알기 어렵다고 한 고사에서 유래한 "호접몽"을 타이틀로 "술", "노을이 되어" 등 7곡을 수록했으며, 그 가운데도 새로운 편곡의 "아씨"는 많은 분들에게 호평을 받기도 한다.
또한 예전 허스키보이스의 중저음의 매력적인 목소리였다면 지금은 맑고 청아한 가성의 목소리와 중저음을 합쳐진 호소력 짙은 가창력 소리로 돌아와 많은 음악평론가들과 대중들에게 사랑받고 있으며 또한번 도현아의 중장년 매니아층들이 형성하고 있다.
가수 도현아는 일반 대중가수들이 꺼려하는 버스킹도 마다하지 않으며 음악의 메카인 홍대버스킹 공연을 시작 홍대클럽에서 인디밴드들과 콜라보 공연및 도현아밴드를 구성하였다. 중장년층을 위한 콘서트를 시작으로 현재는 홍대클럽공연장을 떠나 여러 공연장에서 도현아의 뮤직스토리란 타이틀로 다양한 기획으로 재미와 감동을 전해주고 있다.
2017년 9월 새로운 신곡 "천상의 화원"이라는 곡을 발표하였고, 대한민국의 아름다움 그속의 강원도의 아름다운 자연을 표현 한여름에도 서리가 내리는 고지대 산속 야생화의 끈질긴 생명력과 아름다움을 표현한 시를 가사로 담아 드라마틱한 전개의 멜로디로 연령층을 가리지 않고 사랑받고 있으며 노래가사의 야생화가 마치 "한 사람을 향한 마음과 의지" 그리고 "대한민국 국민을 표현한것 같다"라는 평을 듣기도 하며 또 한번 매니아층을 떠나 대중들에게 많은 사랑을 받고 있다.
2020년 3월 코로나19로 너무나 힘든 시기를 격고있는 국민들에게 희망의 메세지를 전하고자 "하나되어~"라는 노래를 만들어 발표하였다.
가사내용중 "지치고 쓰러져도 다시 일어설 수 있는 건 우리들 마음속에 피어난 꿈들~ 거센 파도를 헤치고 우리 모두 하나되어 Fly High~"
라는 가사의 노래로 많은 이들에게 힘과 희망이 되어주고 있으며 뉴스방송중 마지막 크로징에 소개가 되기도 하였다.
현재 그녀는 국제 NGO 온해피 홍보대사로 활동 및 평일 BBS 불교방송 도현아의 아무튼 트로트와 제주TBN교통방송(주말) 차차차 라디오 MC로 그리고 KBS 라디오 세월따라 노래따라 고정게스트로 방송 활동중이며 각종음악프로그램에 초대가수로 출연중이다.

## 학력
- 동신중학교 졸업
- 숙명여자고등학교 졸업

## 경력
- 2017년 국제 NGO 온해피 홍보대사
- 2019년 요가 강사
- 2021년 디지털서울문화예술대학교 교수

## 음반
- 1994년 사랑 반 눈물 반
- 1997년 KBS1 일일연속극 "정 때문에" 주제곡 발표
- 1997년 KBS1 일일연속극 "모정의 강" OST발표
- 1999년 2집 "혼자 마시는 커피" (서상렬 작곡) 발표
- 2002년 3집 "숨겨진 사랑", "사랑 내 사랑", "연민" 발표
- 2006년 4집 "외톨이" 발표
- 2013년 5월 호접몽 (胡蝶夢) 발표
- 2017년 10월 도현아의 MUSIC STORY 1 타이틀 천상의 화원
- 2020년 5월 도현아의 MUSIC STORY 2 타이틀 하나되어
- 2020년 9월 도현아의 EDM트롯 누나 믿고 나와

## 방송 활동
- BBS FM 트로트 전성시대 라디오 DJ
- BBS FM 국민라디오 DJ
- 경인방송 iTVFM 정은숙, 도현아의 신나는 라디오 DJ
- TBN 충북교통방송 도현아의 오후의 라디오 DJ
- BBS FM 도현아의 아무튼 트로트 (평일) 라디오 DJ
- TBN 제주교통방송 TBN 차차차 (주말) 라디오 DJ 진행중
- KBS 한국방송 세월따라노래따라 고정게스트 라디오 진행중